# Falimery Ramanamahefa
Falimery Ramanamahefa est un footballeur malgache né le 22 novembre 1991. Il évolue au poste de milieu avec les Voltigeurs de Châteaubriant.

## Carrière
- 2011-2013 : Tana FC Formation Anamalanga ( Madagascar) [1],[2]
- 2013-2015 : RC Lens (France)
- 2015-2016 : US Tourcoing (France)
- Févr. 2017-oct. 2019 : RC La Flèche (France)
- Oct. 2019- : Voltigeurs de Châteaubriant (France)